# گن هوشینو
گن هوشینو (انگلیسی: Gen Hoshino؛ زادهٔ ۲۸ ژانویهٔ ۱۹۸۱) یک خواننده، موسیقی‌دان، ترانه‌پرداز، و بازیگر اهل ژاپن است.